# World Class Manufacturing
Il termine World Class Manufacturing, sigla WCM, qualifica molti tra i più importanti produttori di beni e servizi mondiali per la loro eccellenza.

## Definizione
La metodologia TPM (Total Productive Maintenance), le logiche Lean Manufacturing (Produzione snella) ed il Total Quality Management, sono stati integrati, e sono la base del W.C.M. (World Class Manufacturing) che, pur basandosi su moltissimi concetti del TPM / TQM si differenzia da questi in quanto alla base della scelta delle strategie e degli impianti "critici" (in gergo detti "da aggredire") vi è il cosiddetto Cost Deployment. Ciò significa che il gruppo di lavoro affronta le problematiche, siano esse manutentive, logistiche, qualitative, di sicurezza, organizzative, di organizzazione del posto di lavoro, sulla base della loro incidenza economica. Le attività di tutti i team sono orientate alla realizzazione di progetti (Kaizen) i cui obiettivi sono: zero difetti, zero guasti, zero incidenti e zero scorte, finalizzate ad una generale riduzione dei costi dello stabilimento. 

## Applicazioni
Questa metodologia si è diffusa laddove si vuole controllare e ridurre i costi produttivi in maniera sistemica e con metodi riferibili ed oggettivabili. La strategia del W.C.M. è stata sviluppata dal gruppo FIAT, del quale si è rivelato una delle ragioni della recente svolta positiva. 

## Pilastri - Pillar
Alla base del W.C.M. ci sono 10 Pillar (pilastri) tecnici : 
- SA Safety - Sicurezza del Posto di lavoro
- CD Cost Deployment - Fonti di perdita economica
- FI Focused Improvement - Miglioramento Focalizzato di uno specifico problema
- AM + WO Autonomous Maintenance - Workplace Organization
- PM Professional Maintenance - Manutenzione professionale
- QC Quality Control - Controllo Qualitativo
- L&CS Logistic/Customer Services
- EEM + EPM Early Equipment Management, Early Product Management - Strategia di acquisizione dei mezzi di lavoro / processi
- ENV Environment - Ambiente e sfruttamento servomezzi energetici
- PD People Development - Sviluppo delle competenze del personale

Esistono inoltre altri 10 pillar manageriali che debbono operare a che il sistema/stabilimento sia adeguato a sostenere le attività dei pillar tecnici.

## Strumenti
Gli strumenti (tools) utilizzati nella metodologia sono molteplici, elenchiamo solo i più diffusi
- OPL One Point Lesson
- SOP Standard Operating Procedure
- SMP Standard Manutentive Procedure
- 4M MAN/METHOD/MATERIAL/MACHINE metodo di scomposizione del problema per identificare le aree sensibili
- 5W 5 WHY porsi ed iterare domande sul perché di un fenomeno
- 5W+1H WHAT/WHERE/WHEN/WHICH/WHO/HOW posizionare il fenomeno nell'ambito di questi item
- 3M valutazione oggettiva del posto di lavoro
- KAIZEN progetti specifici di miglioramento
- KPI Key Performance Indicators - Indicatori oggettivi dei risultati
- KAI Indicatori delle attività (vedi Kaizen)

## Step
Il percorso di evoluzione di ogni pillar è vincolato a 7 steps ed a continue verifiche interne ("audit") 
Ad esempio, nel flusso della Professional Maintenance, gli steps prevedono una prima fase di ripristino del degrado funzionale e la sua stabilizzazione (steps 1-3), il successivo miglioramento delle performance dei componenti (steps 4-5), per arrivare ad una manutenzione basata sulle metodologie predittive e ad un sistema di manutenzione completamente monitorato sia in termini di costi che di efficacia (steps 6-7)
I tipi di manutenzione sono ricondotti a questi acronimi: 
- BM Breakdown Maintenance = manutenzione a guasto
- TBM Time Based Maintenance = manutenzione basata sul tempo
- CBM Condition Based Maintenance = manutenzione su condizione